# Cocentaina
Cocentaina est une commune d'Espagne de la province d'Alicante dans la Communauté valencienne. Elle le chef-lieu de la comarque du Comtat et est située dans la zone à prédominance linguistique valencienne.

## Géographie

Localisation de Cocentaina
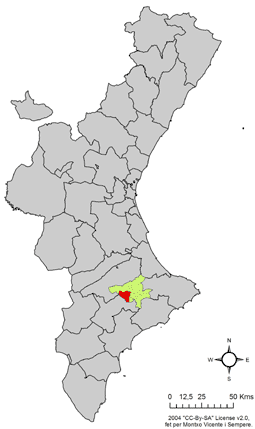
dans la Communauté valencienne.
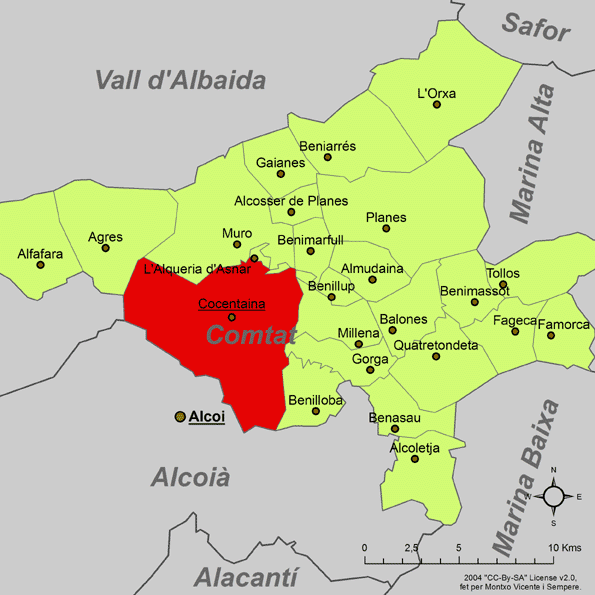
dans la comarque du Comtat.

### Localités limitrophes
Le territoire municipal de est voisin de celui des communes suivantes :
Agres, Alcocer de Planes, Alcoi, L'Alqueria d'Asnar, Benilloba, Benillup, Benimarfull, Gorga, Millena, Muro de Alcoy, Penàguila et Bocairent.

## Démographie
| 1900  | 1910  | 1920  | 1930  | 1940  | 1950  | 1960  |
| ----- | ----- | ----- | ----- | ----- | ----- | ----- |
| 7 093 | 7 125 | 7 211 | 8 289 | 8 108 | 8 099 | 8 688 |

| 1970  | 1981  | 1991   | 2000   | 2006   | 2015   | 2021   |
| ----- | ----- | ------ | ------ | ------ | ------ | ------ |
| 9 442 | 9 669 | 10 567 | 10 468 | 11 143 | 11 406 | 11 451 |

## Administration

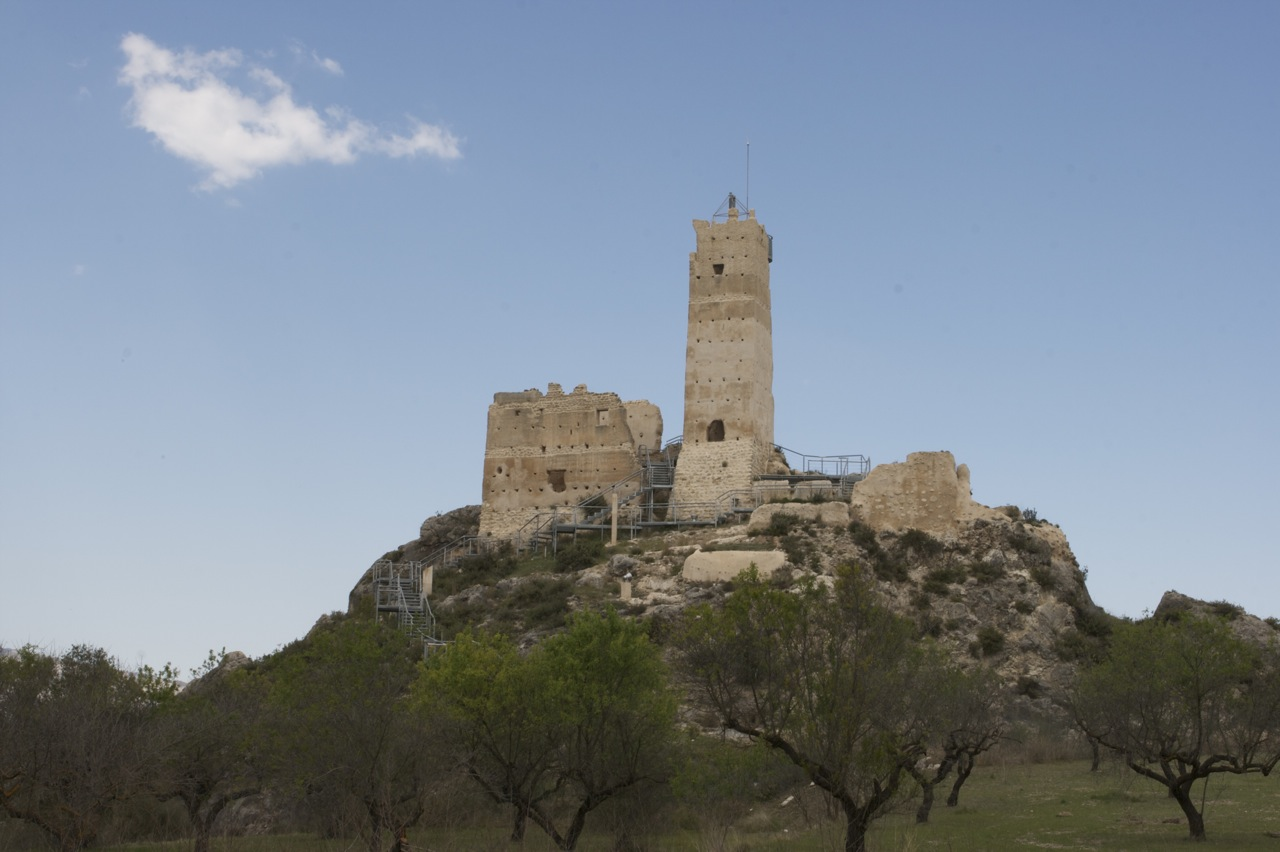
Château de Penella.

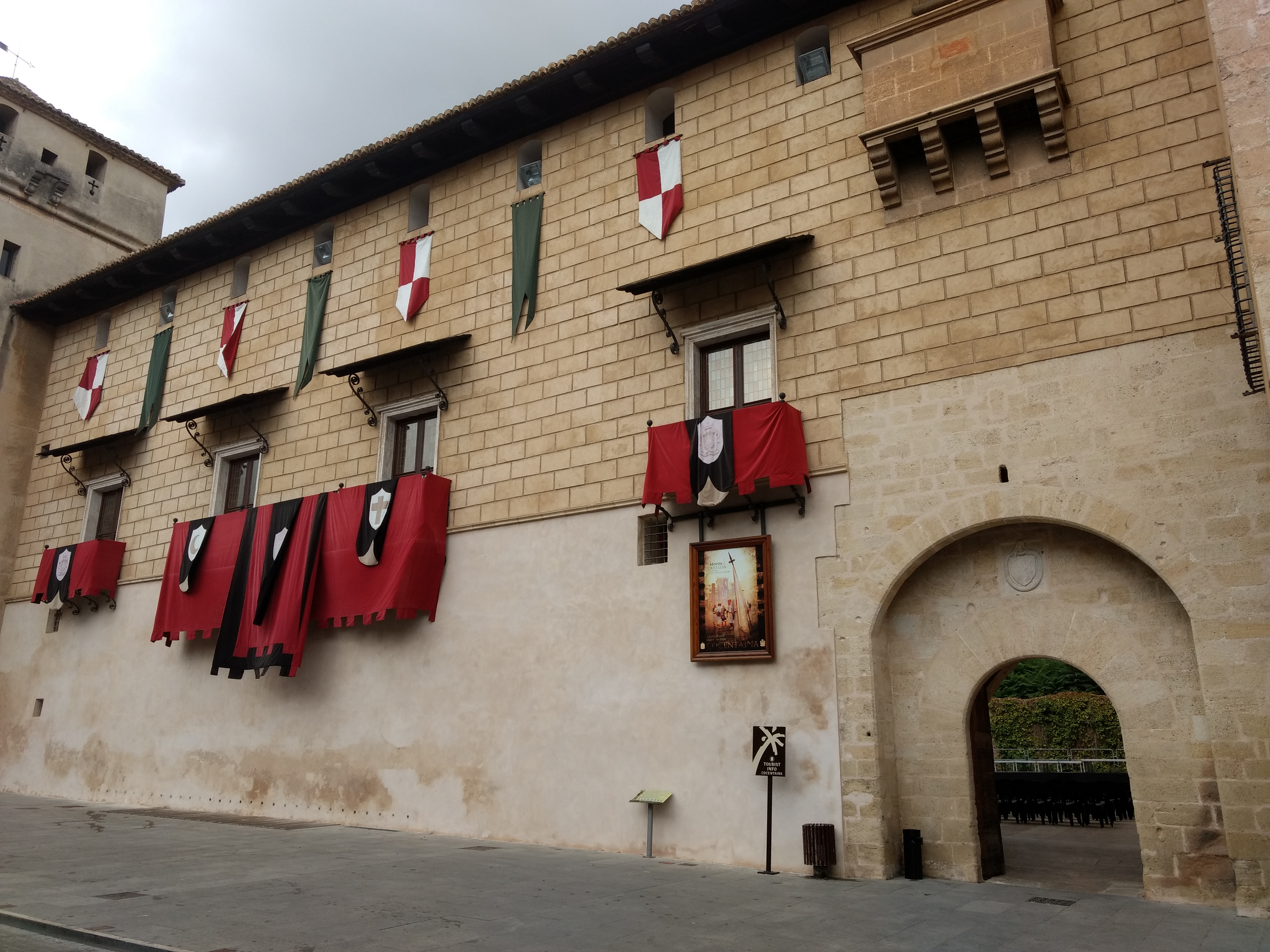
Palais des comtes de Cocentaina.

Liste des maires, depuis les premières élections démocratiques.
| Législature | Nom du Maire         | Parti politique          |
| ----------- | -------------------- | ------------------------ |
| 1979-1983   | José Juan Cortell    | PSPV-PSOE                |
| 1983-1987   | José Juan Cortell    | PSPV-PSOE                |
| 1987-1991   | José Juan Cortell    | PSPV-PSOE                |
| 1991-1995   | José Marset Jordá    | PSPV-PSOE                |
| 1995-1999   | José Marset Jordá    | PSPV-PSOE                |
| 1999-2003   | José Marset Jordá    | PSPV-PSOE                |
| 2003-2007   | José Marset Jordá    | PSPV-PSOE                |
| 2007-2011   | Rafael Briet Seguí   | PSPV-PSOE                |
| 2011-2015   | Mireia Estepa Olcina | PSPV-PSOE                |
| 2015-2019   | Mireia Estepa Olcina | PSPV-PSOE                |
| 2019-2023   | Mireia Estepa Olcina | PSPV-PSOE                |
| 2023-       | Jordi Pla Valor      | Compromís per Cocentaina |

## Patrimoine
- Château de Cocentaina
- Parc naturel de la Serra de Mariola
- Route des classiques valenciens

## Personnalités
- Nicolás Borrás (1530, Cocentaina - 1610, monastère Saint-Jérôme de Cotalba, Alfauir), un des grands peintres valenciens du XVIe siècle.

## Source
- (es) Cet article est partiellement ou en totalité issu de l’article de Wikipédia en espagnol intitulé « Cocentaina » (voir la liste des auteurs).